# Věta o nekonečné opici

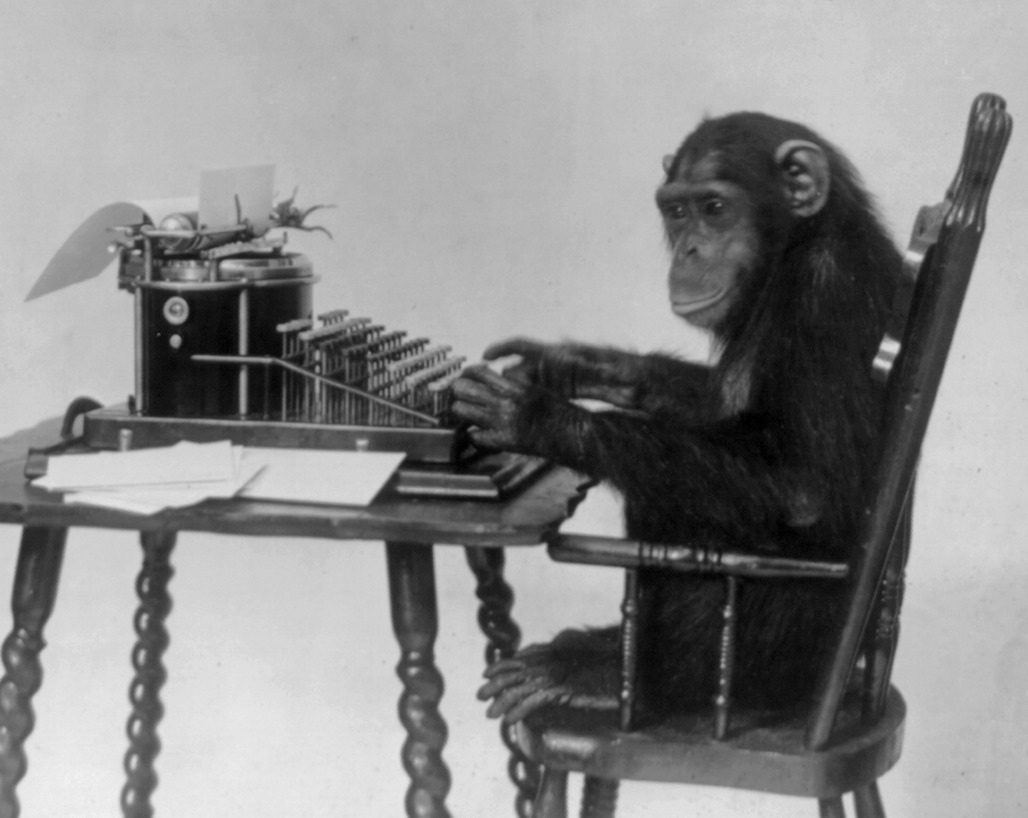
Šimpanz u psacího stroje

Věta o nekonečné opici říká, že opice náhodně bušící do kláves na klávesnici psacího stroje po nekonečnou dobu skoro jistě napíše jakýkoli zadaný text, například kompletní dílo Williama Shakespeara. Taková opice by dokonce skoro jistě zapsala každý možný konečný text nekonečně mnohokrát. Na druhou stranu ovšem pravděpodobnost, že by píšící opice zaplňující celý pozorovatelný vesmír napsaly během doby existence vesmíru jediné úplné dílo, jako je Shakespearův Hamlet, je zcela nepatrná (ale technicky ne úplně nulová).
V této souvislosti je „skoro jistě“ matematický termín s přesným významem a „opice“ nemusí být skutečnou opicí, ale metaforou pro libovolné zařízení, které vytváří nekonečnou náhodnou posloupnost písmen a symbolů. Jedním z prvních, kdo použil tuto „opičí“ metaforu, byl francouzský matematik Émile Borel v roce 1913, ale možná ani on nebyl první.
Varianty věty o nekonečné opici zahrnují více (ba dokonce nekonečně mnoho) písařů a udávaný cílový text bývá v rozpětí mezi celou knihovnou a jedinou větou. Jorge Luis Borges sledoval historii této myšlenky od Aristotelova díla O vzniku a zániku a Cicerova De natura deorum přes Blaise Pascala a Jonathana Swifta až po moderní formulace s jejich typickými opicemi a psacími stroji. Na počátku 20. století použili Borel a Arthur Eddington tuto větu k ilustraci časových rámců implicitních ve statistické mechanice.

## Důkaz
Důkaz této věty je přímočarý. Na úvod si připomeňme, že pokud jsou dva jevy statisticky nezávislé, pak se pravděpodobnost současného výskytu obou jevů rovná součinu jejich pravděpodobností. Například pokud je pravděpodobnost deště v Moskvě v konkrétním budoucím dni 0,4 a šance na zemětřesení v San Francisku v kterýkoli konkrétní den je 0,000 03, pak je pravděpodobnost, že ve stejný den bude v Moskvě pršet a v San Francisku nastane zemětřesení, rovna 0,4 × 0,000 03 = 0,000 012 (za předpokladu, že tyto dva jevy jsou skutečně nezávislé).
Předpokládejme, že psací stroj má 50 kláves a text, které se má napsat, je banány. (Stejný argument samozřejmě funguje i pro libovolný jiný text, například pro Hamleta. Avšak s tím, že čím delší text, tím déle budeme muset nejspíš čekat, než ho opice vytvoří.) Pokud opice mačká klávesy náhodně a nezávisle, znamená to, že každá klávesa má stejnou šanci být stisknuta. Potom je pravděpodobnost toho, že první napsané písmeno je „b“, rovna {\displaystyle {\frac {1}{50}}}, a toho, že druhé písmeno bude „a“, je také {\displaystyle {\frac {1}{50}}} atd. Proto je pravděpodobnost, že prvních šest písmen bude banány, rovna
{\displaystyle \left({\frac {1}{50}}\right)}{\displaystyle \times }{\displaystyle \left({\frac {1}{50}}\right)}{\displaystyle \times }{\displaystyle \left({\frac {1}{50}}\right)}{\displaystyle \times }{\displaystyle \left({\frac {1}{50}}\right)}{\displaystyle \times }{\displaystyle \left({\frac {1}{50}}\right)}{\displaystyle \times }{\displaystyle \left({\frac {1}{50}}\right)}{\displaystyle =}{\displaystyle \left({\frac {1}{50}}\right)^{6}}{\displaystyle =} {\displaystyle {\frac {1}{15.625.000.000}}},
tedy méně než jedna patnáctimiliardtina, ale nikoli nula.
Z výše uvedeného plyne, že pravděpodobnost, že v daném bloku 6 písmen nevznikne slovo banány, je {\displaystyle 1-\left({\frac {1}{50}}\right)^{6}}. Protože každý blok 6 písmen je psán samostatně, je pravděpodobnost Xn, že v žádném z prvních n bloků o 6 písmenech opice nenapíše slovo banány
{\displaystyle X_{n}=\left(1-{\frac {1}{50^{6}}}\right)^{n}.}
Jak n roste, Xn se zmenšuje. Pro n = 1 milion je Xn zhruba 0,9999, ale pro n = 10 miliard je Xn zhruba 0,53 a pro n = 100 miliard je to zhruba 0,0017. Když se n blíží nekonečnu, pravděpodobnost Xn se blíží nule; to znamená, že když je n dostatečně velké, může být Xn libovolně malé, tedy tak malé, jak je požadováno, a šance na napsání slova banány se blíží 100 %.
Stejný argument ukazuje, proč alespoň jedna z nekonečně mnoha opic vytvoří správný text okamžitě, tedy tak rychle, jak by jej vytvořil dokonale přesný lidský písař, který jej kopíruje z originálu. V tomto případě {\displaystyle X_{n}=\left(1-{\frac {1}{50^{6}}}\right)^{n}}, kde Xn představuje pravděpodobnost, že žádná z prvních n opic správně nezadá banány na první pokus. Když vezmeme v úvahu 100 miliard opic, pravděpodobnost klesne na 0,17 % a s rostoucím počtem opic n se hodnota Xn — tedy pravděpodobnost, že opice nereprodukují daný text — blíží libovolně blízko nule. Limita pro n jdoucí do nekonečna je nula. Pravděpodobnost, že se slovo banány objeví hned napoprvé u některé z nekonečné posloupnosti opic, se tedy rovná jedné.
Pro jen trochu delší texty klesá pravděpodobnost jejich napsání opicí během přijatelné doby na zanedbatelně malé (byť stále technicky nenulové) hodnoty. I pokud by v pozorovatelném vesmíru bylo tolik opic, kolik je atomů, a ty by psaly extrémně rychle po bilionkrát delší dobu než je trvání vesmíru, je pravděpodobnost, že by replikovaly i jen jedinou stránku Shakespeara, nepředstavitelně malá.